# Municípios de São Marino
San Marino encontra-se dividido em 9 municípios ou castelli, que são:
| Castello            | Área      | População |
| ------------------- | --------- | --------- |
| Città di San Marino | 7,09 km²  | 4493 hab. |
| Acquaviva           | 4,86 km²  | 1812 hab. |
| Borgo Maggiore      | 9,01 km²  | 5992 hab. |
| Chiesanuova         | 5,46 km²  | 976 hab.  |
| Domagnano           | 6,62 km²  | 2714 hab. |
| Faetano             | 7,75 km²  | 1081 hab. |
| Fiorentino          | 6,57 km²  | 2120 hab. |
| Montegiardino       | 3,31 km²  | 793 hab.  |
| Serravalle          | 10,53 km² | 9394 hab. |

Os nove municípios ou castelli estão subdivididos  em 43 fracções comunais, correspondente às fracções comunais italianas.  Serravale conta com 8, a cidade de San Marino 7, Chiesanuova 7, Borgo Maggiore 6, Domagnano 5, Faetano 4, Fiorentino 3, Acquaviva 2 e Montegiardino 1. As fracções comunais são as seguintes por ordem alfabética:

Cà Berlone, Cà Chiavello, Cà Giannino, Cà Melone, Cà Ragni, Cà Rigo, Cailungo, Caladino, Calligaria, Canepa, Capanne, Casole, Castellaro,  Cerbaiola, Cinque Vie, Confine, Corianino, Crociale, Dogana, Falciano, Fiorina, Galavotto, Gualdicciolo, La Serra, Lesignano, Molarini, Montalbo, Monte Pulito, Murata, Pianacci, Piandivello, Poggio Casalino, Poggio Chiesanuova, Ponte Mellini, Rovereta, San Giovanni sotto le Penne, Santa Mustiola, Spaccio Giannoni, Teglio, Torraccia, Valdragone, Valgiurata e Ventoso.